# Lijst van hoogste gebouwen in Dubai
In deze lijst staan de hoogste wolkenkrabbers in Dubai, Verenigde Arabische Emiraten. 

## Hoogste voltooide wolkenkrabbers
In deze lijst staan wolkenkrabbers die al voltooid zijn, of minimaal hun hoogste punt bereikt hebben.
|    | Naam                              | Hoogte | Voltooid | Verdiepingen | Opmerkingen                                                                                     | Afbeeldingen |
| -- | --------------------------------- | ------ | -------- | ------------ | ----------------------------------------------------------------------------------------------- | ------------ |
| 1  | Burj Khalifa                      | 828 m  | 2010     | 163          | Dit gebouw bereikte het hoogste punt op 17 januari 2009 en is nu het hoogste gebouw ter wereld. |              |
| 2  | Marina 101                        | 425 m  | 2016     | 101          |                                                                                                 |              |
| 3  | Princess Tower                    | 414 m  | 2012     | 101          | Tot 2015 hoogste woontoren ter wereld.                                                          |              |
| 4  | 23 Marina                         | 395 m  | 2012     | 90           |                                                                                                 |              |
| 5  | Elite Residence                   | 381 m  | 2012     | 87           |                                                                                                 |              |
| 6  | Almas Tower                       | 360 m  | 2009     | 68           | Was in 2009 enkele maanden het hoogste voltooide gebouw van Dubai.                              |              |
| 7  | JW Marriott Marquis Dubai Tower 1 | 355 m  | 2011     | 82           |                                                                                                 |              |
| 8  | JW Marriott Marquis Dubai Tower 2 | 355 m  | 2012     | 82           |                                                                                                 |              |
| 9  | Emirates Office Tower             | 355 m  | 2000     | 54           | Was van 2000 tot 2009 het hoogste voltooide gebouw van Dubai.                                   |              |
| 10 | The Torch                         | 348 m  | 2011     | 80           |                                                                                                 |              |
| 11 | Ahmed Abdul Rahim Al Attar Tower  | 342 m  | 2011     | 76           |                                                                                                 |              |